# Epacrophis boulengeri
Epacrophis boulengeri là một loài rắn trong họ Leptotyphlopidae. Loài này được Boettger mô tả khoa học đầu tiên năm 1913.